# Attentat contre l'ambassade des États-Unis à Sarajevo en 2011
Le 28 octobre 2011, un homme armé a ouvert le feu avec un fusil Kalachnikov sur l'ambassade des États-Unis à Sarajevo. Un policier local qui gardait l'ambassade a été blessé au bras par l'homme armé, tandis que le tireur a été blessé par un tireur d'élite de la police,.

## Faits
L'agresseur a tiré 105 balles et a grièvement blessé le policier Mirsad Velić. Un tireur d'élite du ministère de l'Intérieur a neutralisé le tireur. 

## Auteur
L'agresseur a été identifié comme étant Mevlid Jašarević (né en 1988), un Bosniaque de nationalité serbe né à Novi Pazar dans le sud-ouest de la Serbie et vivant dans le célèbre bastion wahhabite de Gornja Maoča en Bosnie-Herzégovine. Jašarević a vécu à Vienne pendant un certain temps avant de déménager à Gornja Maoča.

## Conséquences
Le 24 avril 2012, Jašarević a été inculpé par un grand jury fédéral du district de Columbia pour tentative de meurtre et autres violations en lien avec l'attaque,. Un tribunal bosniaque l'a condamné le 6 décembre 2012 à 18 ans de prison. Elle a ensuite été abaissée à 15 ans en 2013. 
Le 23 novembre 2018, la police bosniaque a arrêté un homme soupçonné d’avoir aidé Jašarević dans l’attaque. Les procureurs de l'État bosniaque ont déclaré que l'homme était également soupçonné d'avoir combattu pour l'État islamique et le Front al-Nosra. 